# حضارة موستيرية
الموستيرية (أو الوضع الثالث) هي حضارة أثرية (صناعة أثرية) من الأدوات الحجرية، ويرتبط في المقام الأول بإنسان نياندرتال في أوروبا، وبدرجة أقل أقرب الإنسان الحديث من الناحية التشريحية في شمال إفريقيا وغرب آسيا. تحدد حضارة موستيرية إلى حد كبير الجزء الأخير من العصر الحجري القديم الأوسط، العصر الحجري القديم الأوراسي الغربي. استمر ما يقرب من 160 000 إلى 40 000 قبل الحاضر. ويسبقه الفترة المعروفة باسم لوفالوا أو لوفالوا-موستيرية، فإن النطاق يمتد إلى وقت مبكر ق.   300 000- 200 000 قبل الحاضر. الفترة الرئيسية التالية هي أورينياسية (حوالي 43 000 - 28 000 قبل الحاضر) من الإنسان عاقل .
عرفت هذه الحضارة في المغرب بين حوالي 120 000 و 40 000 سنة ق.م بالعصر الحجري الأوسط. ومن أهم المواقع التي تعود إلى هده الفترة موقع جبل «يغود» في المغرب والذي عثر فيه على أدوات حجرية تخص هذه الفــترة (مكاشط...) وكذلك على بقايا الإنسان والحيوان.

## التسمية
سميت هذه الحضارة بهذا الاسم نسبة إلى كهف في فرنسا أيضا يعرف باسم "موستييه” الذي يحتوي على ثلاثة ملاجئ صخرية متراكبة في منطقة دوردون في فرنسا. وكانت تقل فيه الأمطار وامتد هذا العصر إلى حوالى 20.000 سنة وفيه عرف إنسان نياندرتال الرسم على جدران الكهوف.
عُثر على أعمال تشذيب الحجارة المماثلة في جميع أنحاء أوروبا غير الجليدية وكذلك الشرق الأدنى وشمال إفريقيا. تشكّل الفؤوس الحجرية، وألعاب السباق ‏، ورأس الحربة الصناعة؛ في بعض الأحيان تستخدم تقنية لوفالوا أو تقنية أخرى مثل تقنية النواة المعدة في صنع رقائق الصوان.

## الخصائص

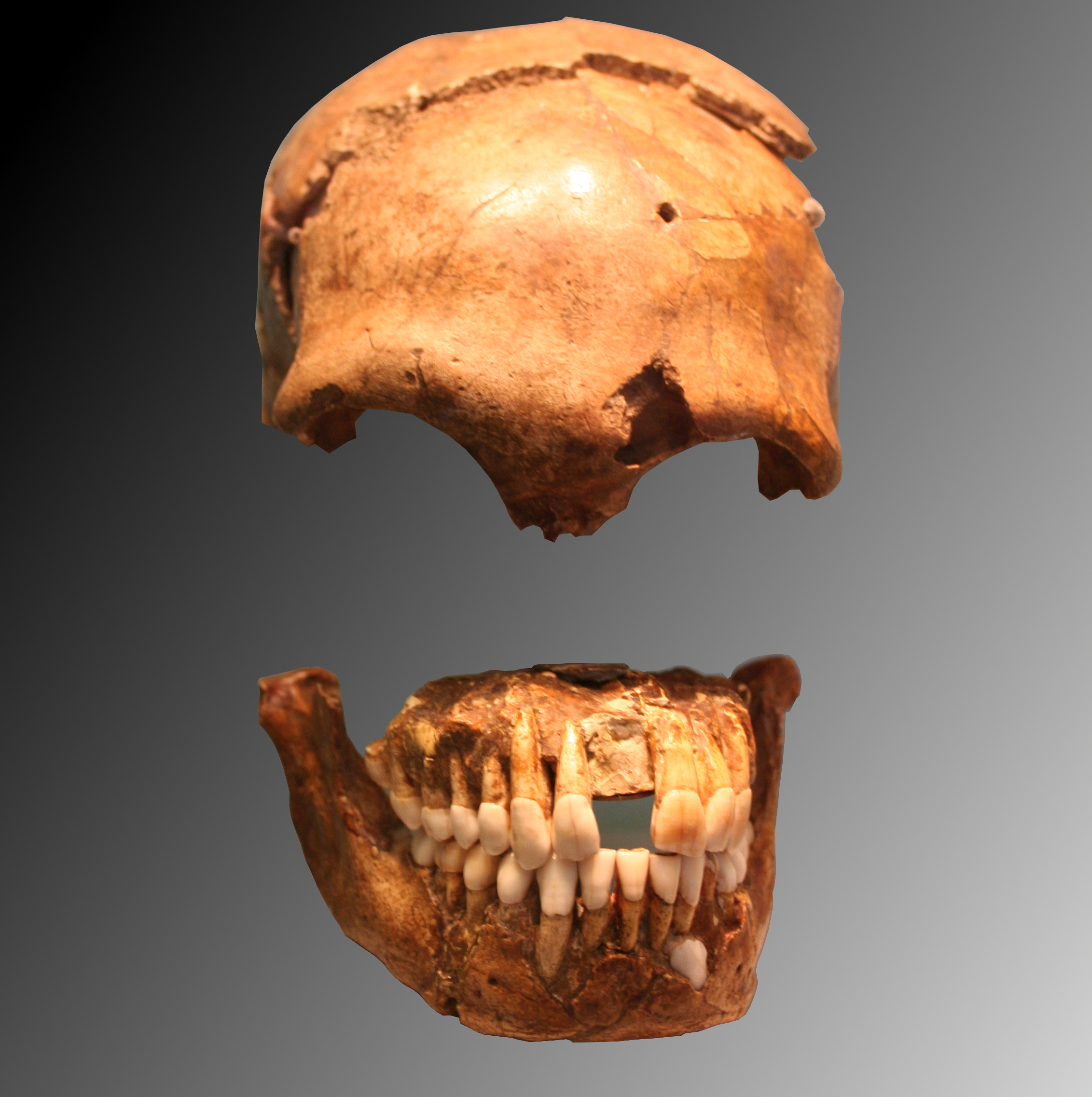
جمجمة النياندرتال، اليوم في متحف نيويس، برلين.

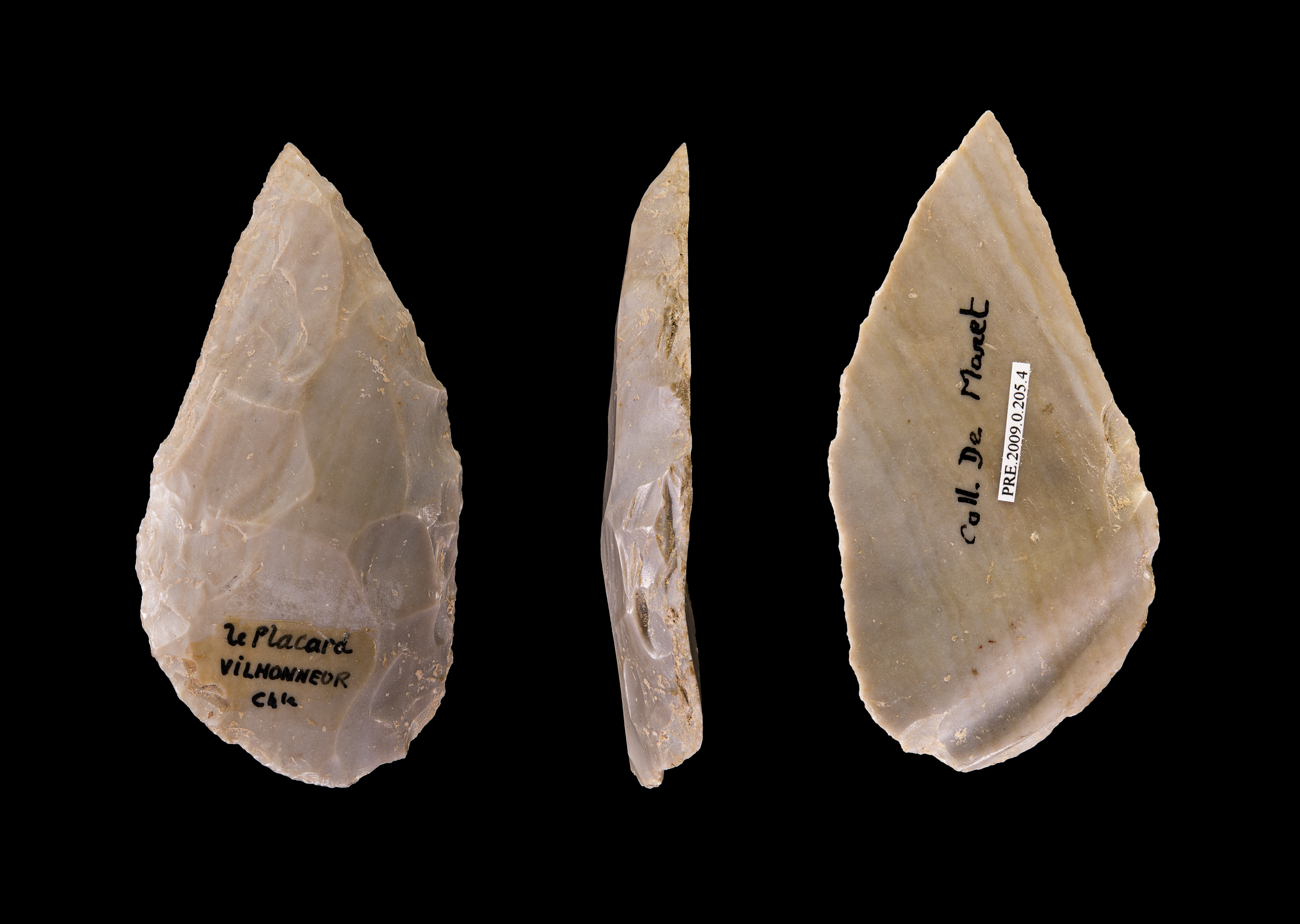
مسننات موستيرية

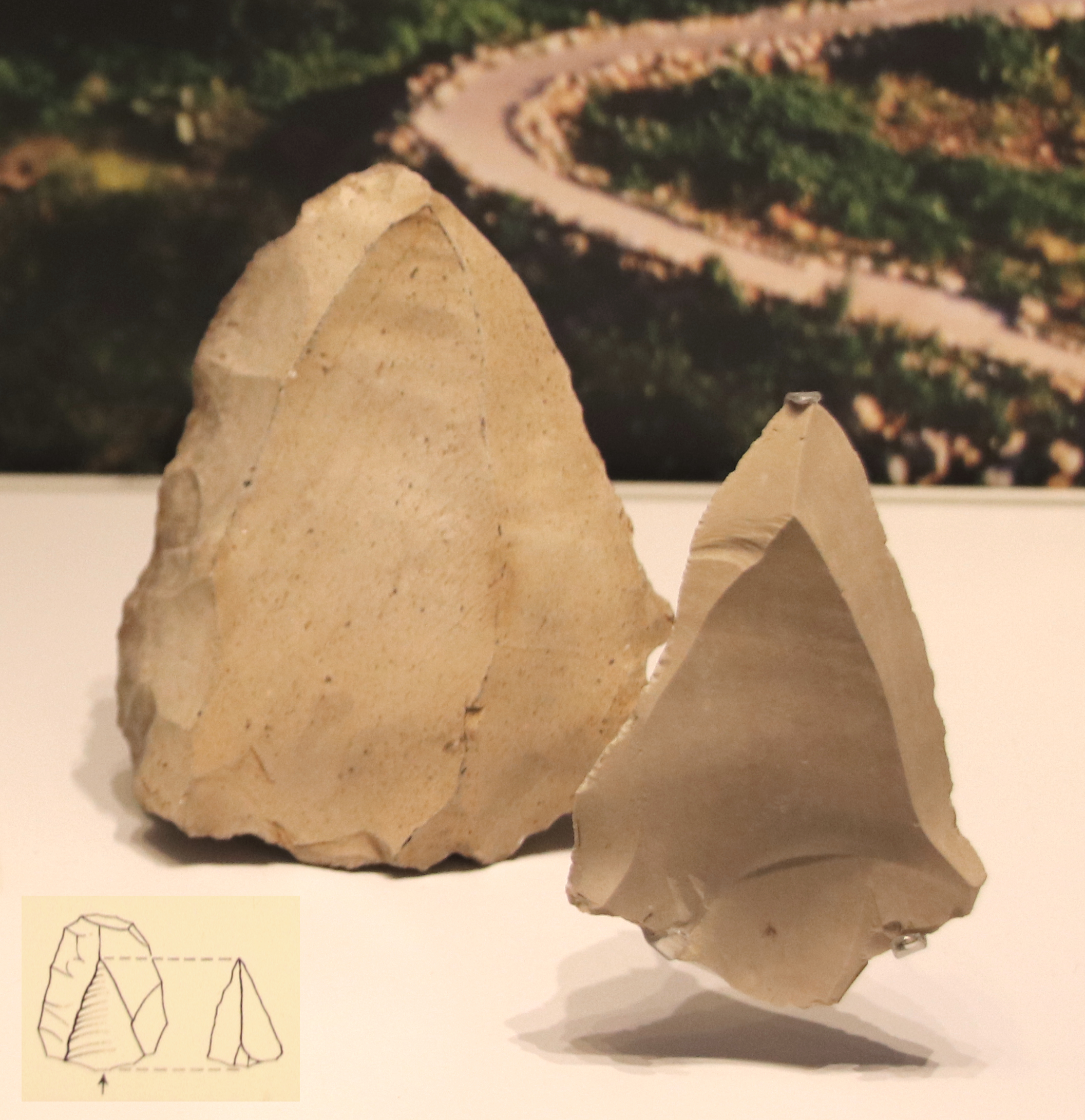
إنتاج المسننات ورؤوس الحراب من قلب حجر الصوان، تقنية ليفالوا، الحضارة الموسترية، كهف الطابون، إسرائيل، 250,000-50,000 قبل الحاضر. متحف إسرائيل

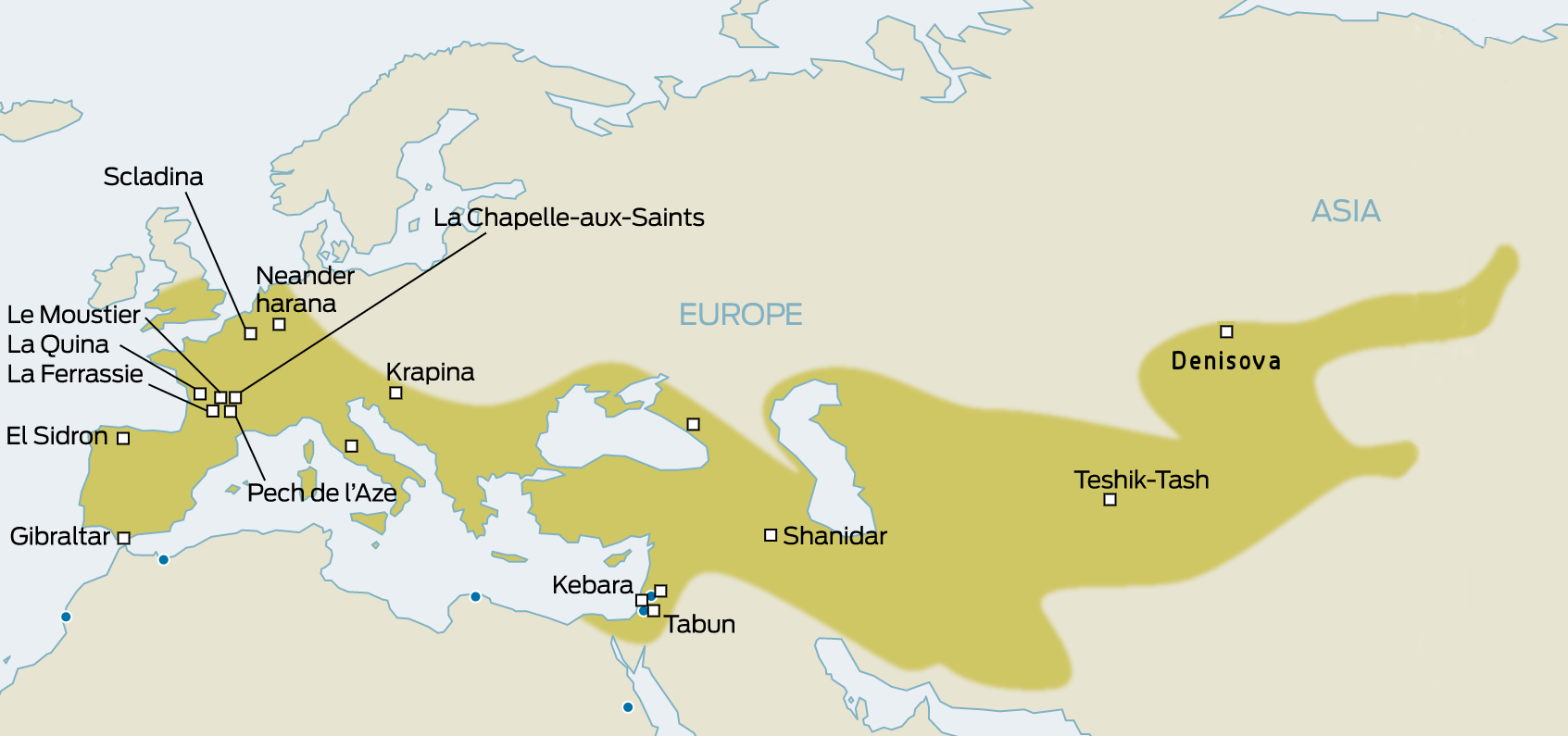
توزيع الإنسان البدائي، والمواقع الرئيسية. تم العثور على الصناعات الموريسية خارج هذا النطاق (على سبيل المثال، الأردن، المملكة العربية السعودية).

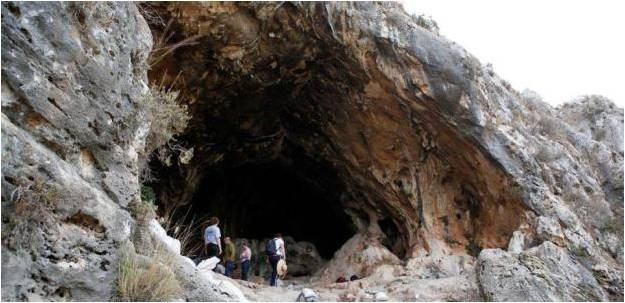
مدخل الكهف في كهف رقيفة، حيث تم العثور على بقايا موسترية.

الحضارة الموستيرية الأوروبية هي نتاج النياندرتال. كانت موجودة تقريبًا من 160,000 إلى 40,000 قبل الحاضر. تتضمن بعض التجمعات، عثر على مسننات صغيرة استثنائية من بيش دي لازي أُعدت باستخدام تقنية لوفالوا من بين أنواع أساسية محضرة أخرى، مما دفع بعض الباحثين إلى اقتراح أن هذه الرقائق تستفيد من قوة قبضة أكبر تمتلكها النياندرتال.
أنتج أقرب الإنسان الحديث من الناحية التشريحية في شمال إفريقيا والشرق الأدنى أدوات موسترية. ففي شرق البحر الأبيض المتوسط، على سبيل المثال، لا يمكن تمييز التجمعات التي ينتجها النياندرتال عن تلك التي صنعها الإنسان الحديث من نوع قفزة. يُقدَّر أن الصناعة الموستيرية في شمال إفريقيا عمرها 315 000 سنة.
البدائل المحتملة هي دينتيكلات، شارنتيان (فيراسي وكوينا) التي سميت باسم منطقة شارنت،  والموستيرية التقليدية أشيوليان (MTA) النوع-A والنوع-B. استمرت الصناعة جنبًا إلى جنب مع صناعة الحضارة الشاتلبيرونية الجديدة خلال فترة 45,000-40,000 قبل الحاضر.

## المواقع
- تم العثور على التحف الموريسية في هاوا فتيا في برقة ومواقع أخرى في شمال غرب أفريقيا.[18]
- موجود داخل كهف في منطقة سوريا، إلى جانب هيكل عظمي نياندرتالويد.[18]
- تقع في وادي هايباك في أفغانستان.[18]
- زاغروس ووسط إيران.
- يحتوي الموقع الأثري في جبال أتابويركا، إسبانيا، على أشياء موستيرية.
- يحتوي كهف جورهام[19] في جبل طارق على أشياء موسترية.
- يوجد في أوزبكستان مواقع للثقافة الموريسية، بما في ذلك تيشك-تاش 1.[18]
- كما يوجد في تركمانستان رواسب موسترية.[18]
- يوجد في سيبيريا العديد من المواقع ذات الأدوات على الطراز المويستيري، على سبيل المثال كهف دينيسوفا.[18]
- إسرائيل هي واحدة من الأماكن التي تم العثور فيها على بقايا كل من النياندرتال و Homo sapiens sapiens بالاشتراك مع القطع الأثرية الموسترية.[20]
- لينفورد كواري بالقرب من مونفورد، نورفولك، إنجلترا، أنتجت أدوات موسترية.
- يحتوي موقع الكهف الأثري لأزيخ على بقايا موسترية في الطبقات المغطاة. في هذا الكهف، عُثر على فك سفلي لجنس بشري يدعى أزخانتروب. من المفترض أن هذا الاكتشاف ينتمي إلى أنواع ما قبل النياندرتال.[21][22]

## معرض صور

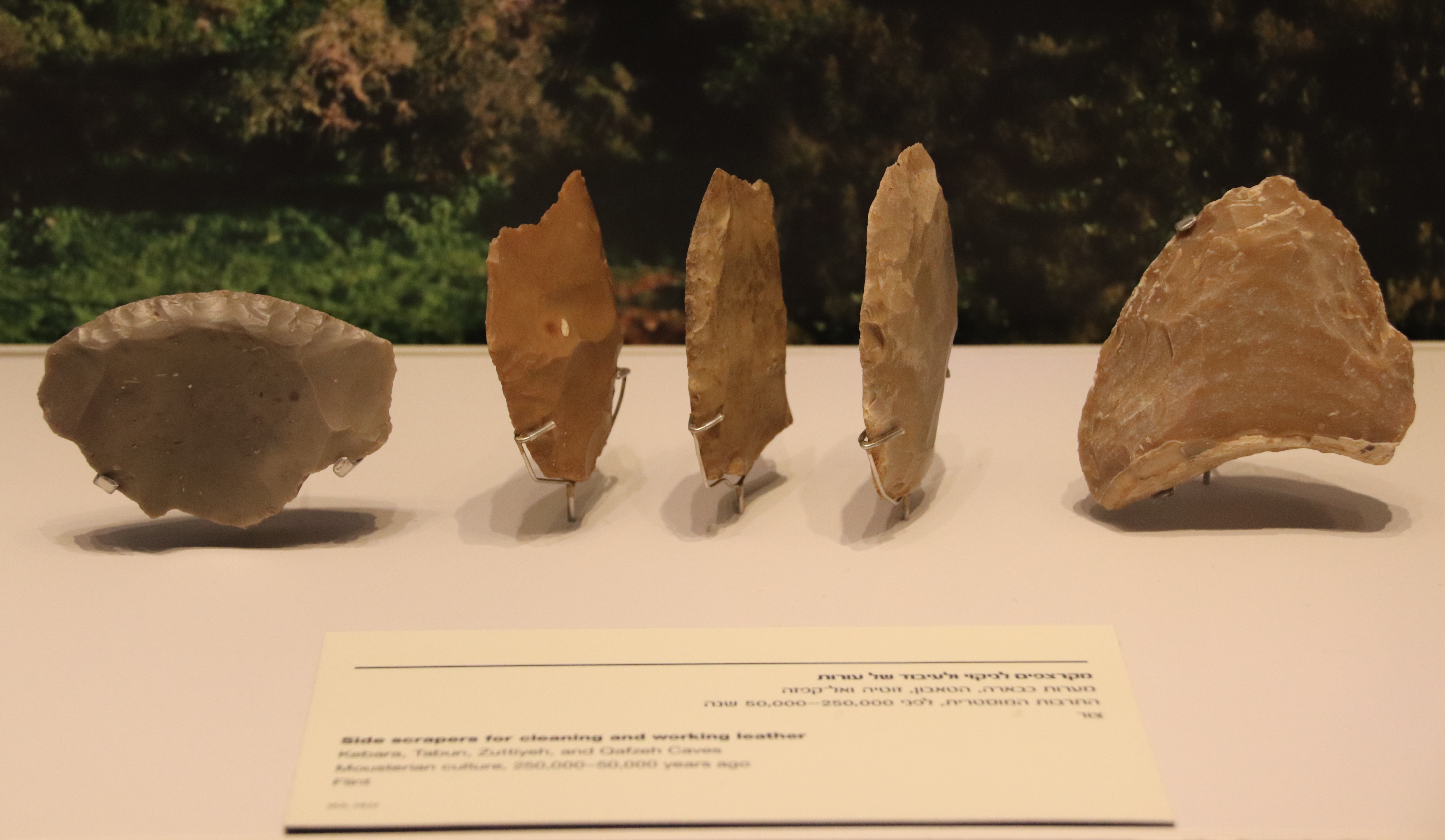
كاشطات الحجر لتنظيف وعمل الجلود ، الحضارة الموستيرية ، إسرائيل ، 250،000-50،000 قبل الحاضر
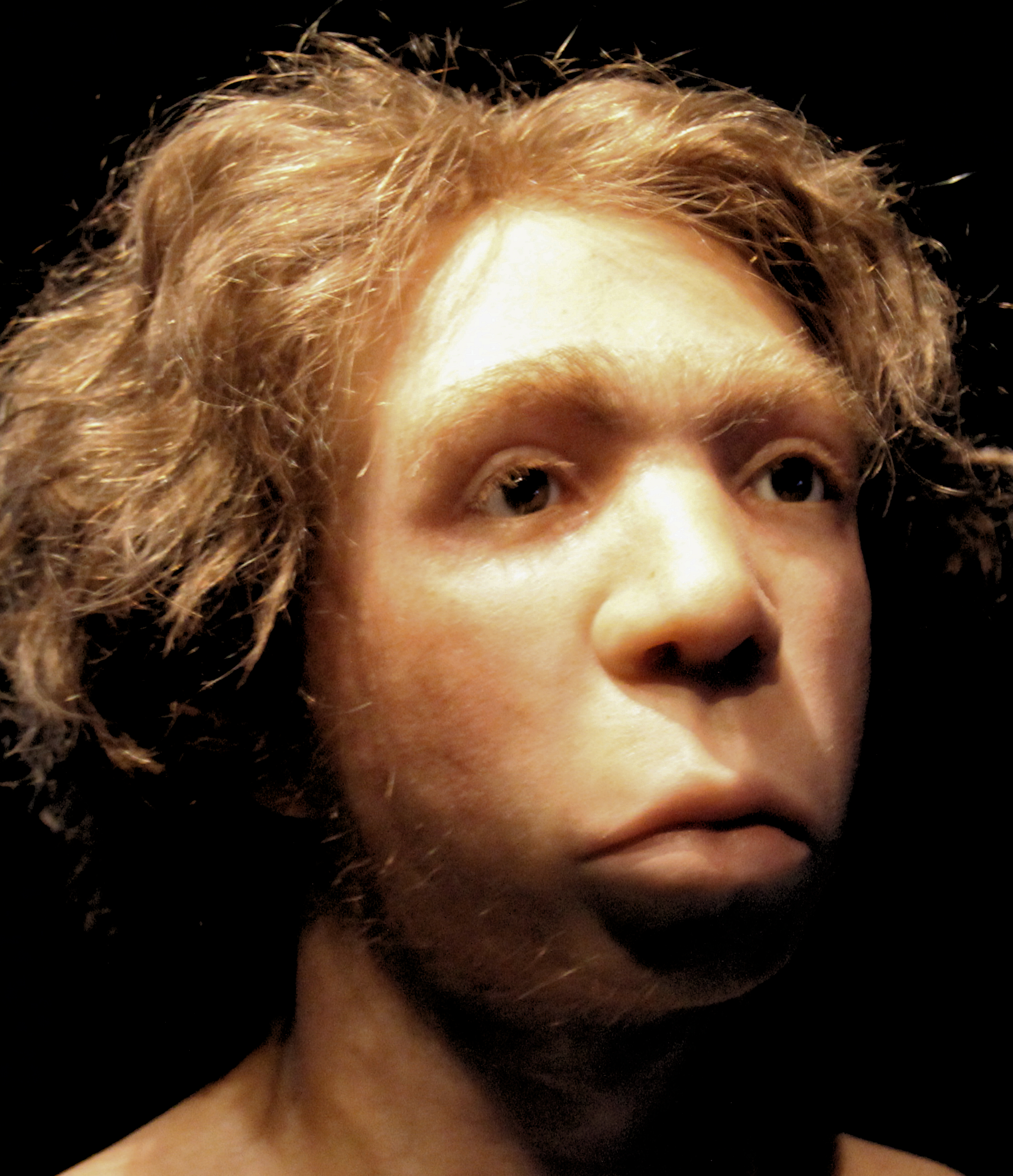
إعادة تشكيل جمجمة النياندرتال لو موستير، متحف نيويس برلين
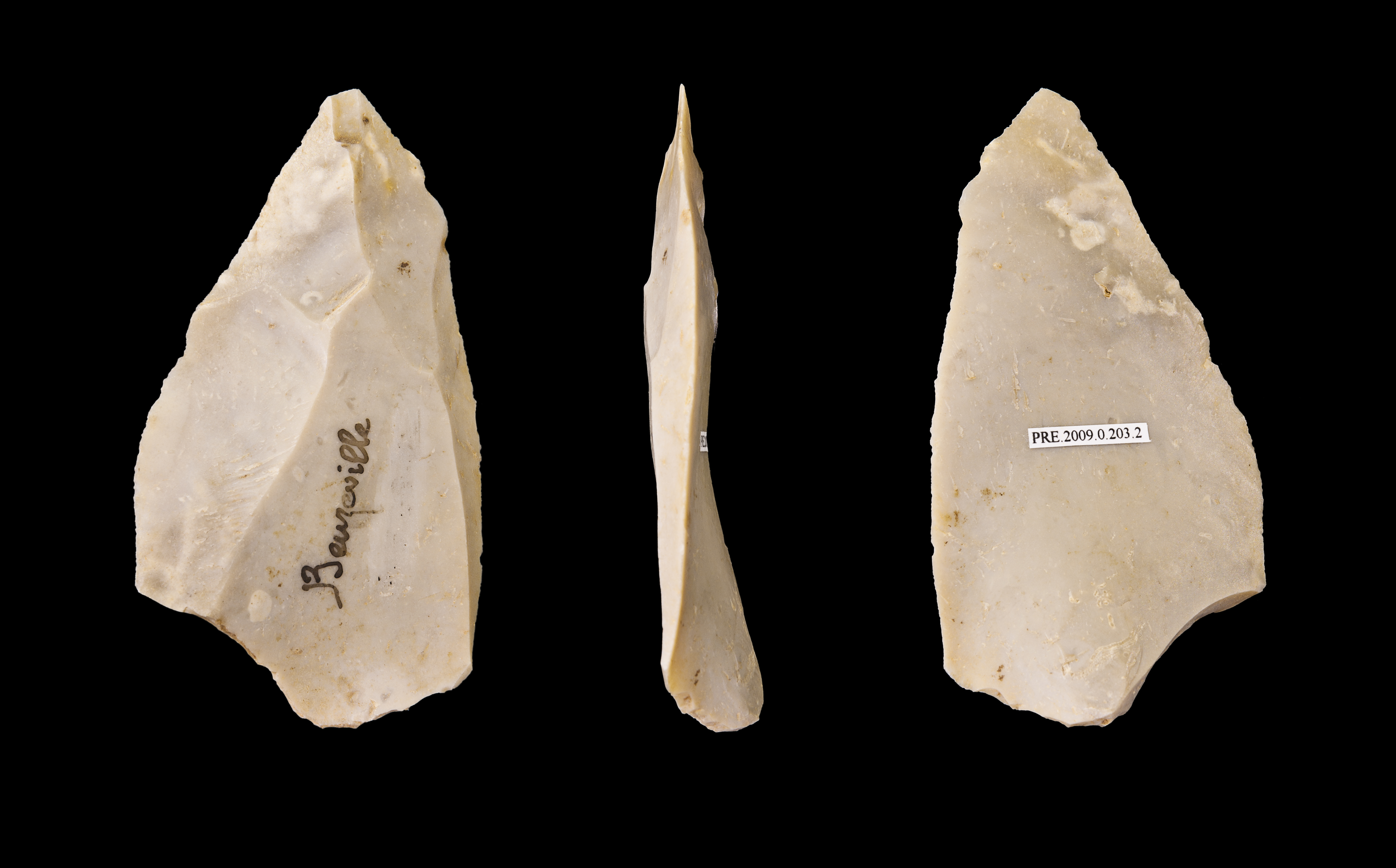
كاشطات لوفالوا
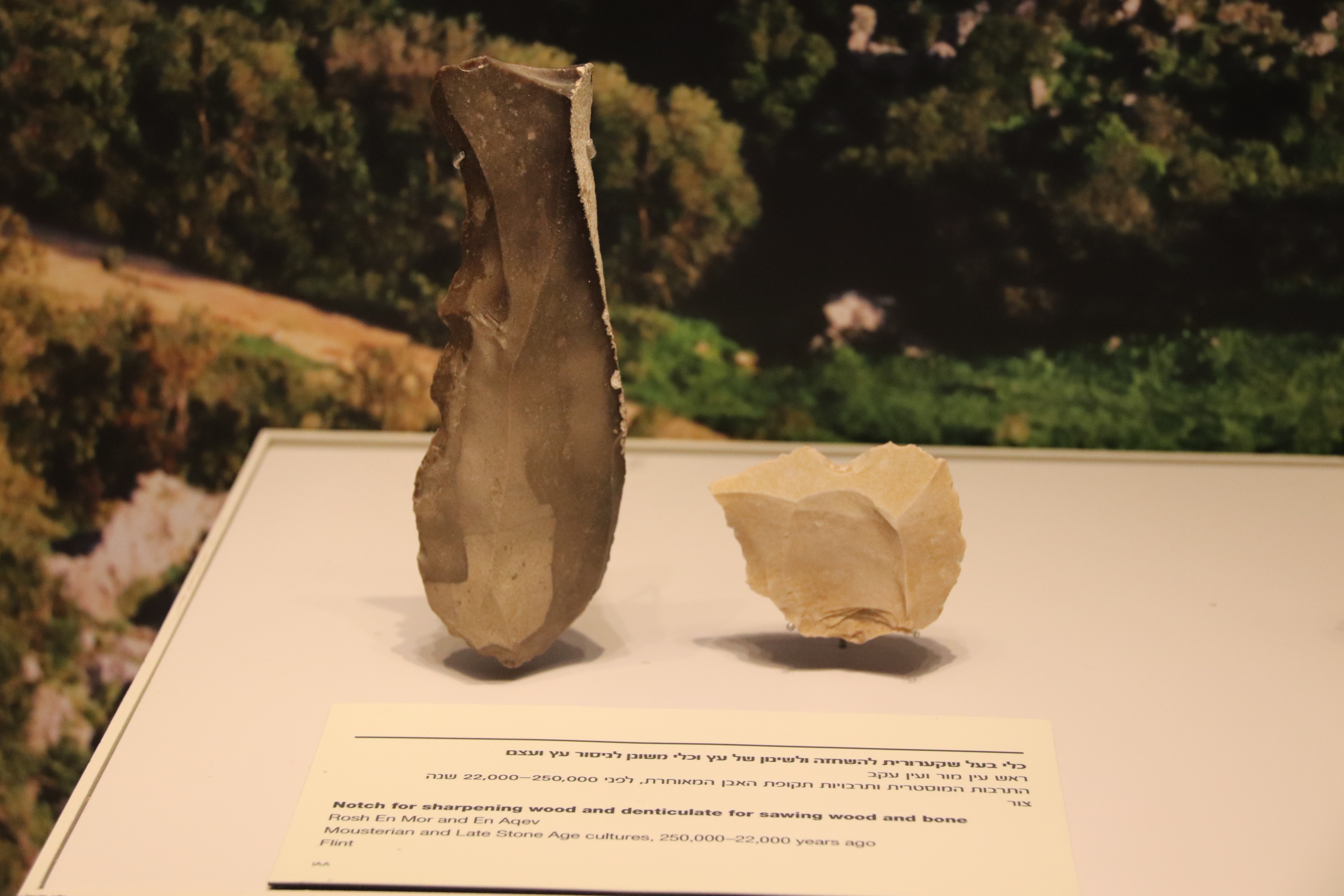
الحضارة الموسترية وأدوات العصر الحجري المتأخرة. الشق لشحذ الخشب ، والمسننات لنشر الخشب والعظام. روش إن مور وإن أكيف. 250،000-22000 ص. إسرائيل
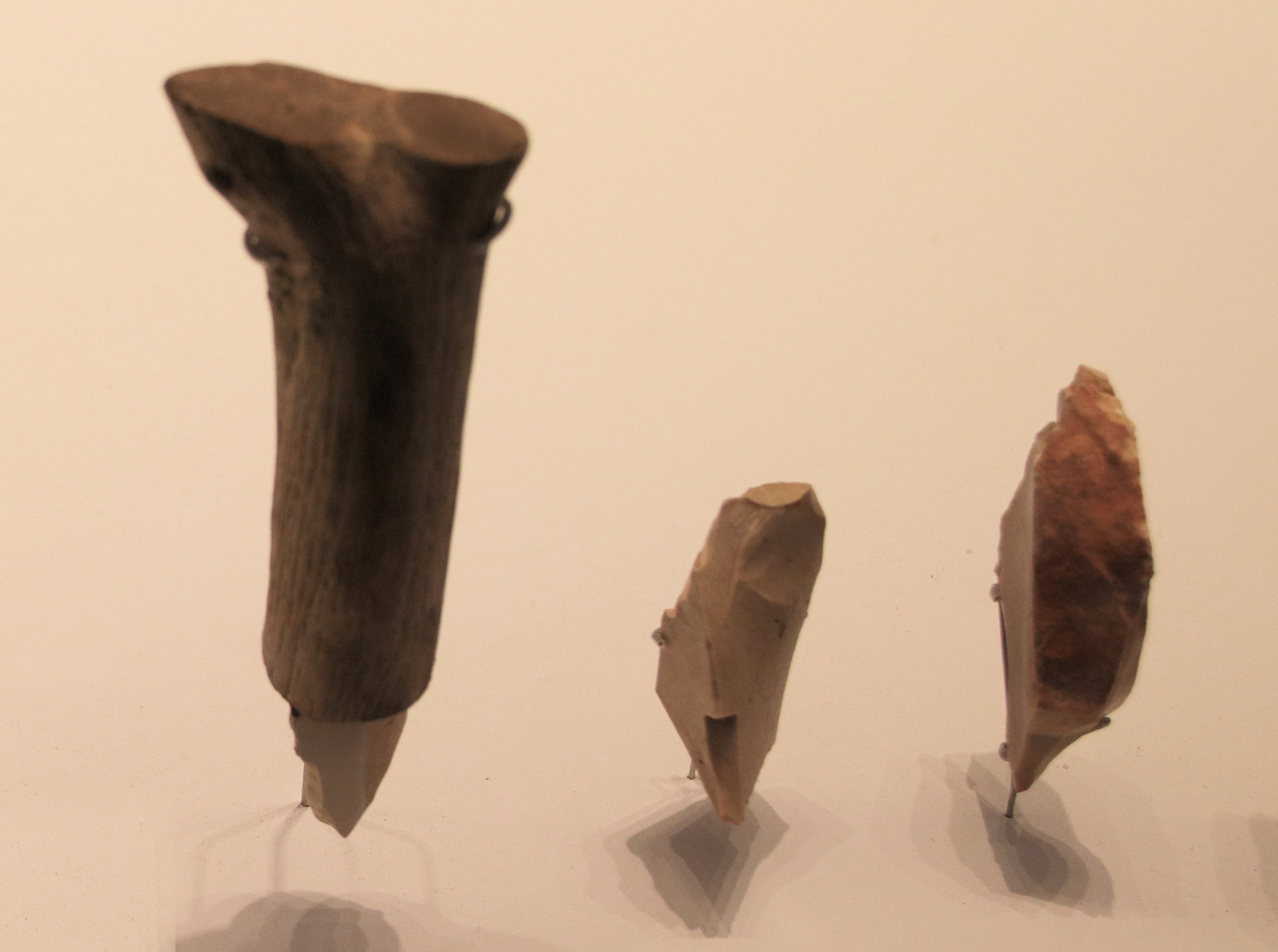
الحضارة الموستيرية و أوريجناسيان ، استخدمت الحجارة Burins لعمل قطع الحجر والخشب، قفزة ، حيونيم ، كهف الواد، 250،000-22،000 قبل الحاضر إسرائيل
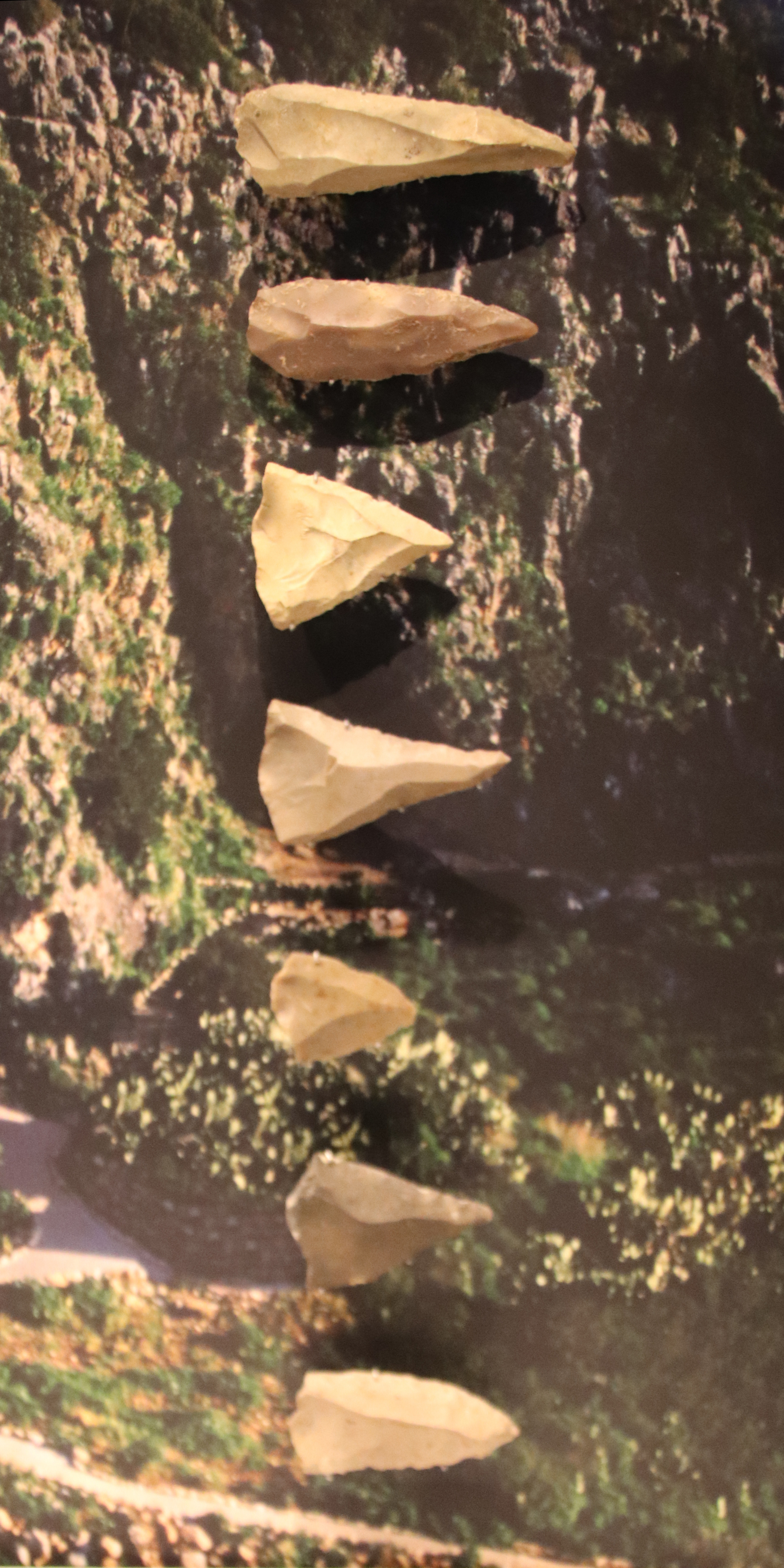
الثقافة الموسترية ، الرؤوس الحجرية الحجرية ، 250،000-50،000. متحف إسرائيل

## روابط خارجية
- "Neanderthals' Last Stand Is Traced". نيويورك تايمز. 13 سبتمبر 2006. مؤرشف من الأصل في 2019-01-28.